# Хмарский, Вадим Михайлович
Вадим Михайлович Хмарский (укр. Вадим Михайлович Хмарський; род. 17 мая 1967, Донецк) — украинский историк исследователь  историографии и археографии Южной Украины, доктор исторических наук, профессор, проректор Одесского национального университета имени И.И. Мечникова

## Биография
В.М. Хмарский родился 17 мая 1967 г. В г. Донецк, окончил среднюю школу в г. Батуми (Грузия).
В 1989 гг. - С отличием окончил исторический факультет Одесского государственного университета имени И.И.Мечникова.
С 1989 В.М. Хмарский работал на кафедре истории Украинская ССР (с 1990 гг. - Кафедра истории Украины) Одесского государственного университета имени И.И. Мечникова на должностях лаборанта и старшего лаборанта, а с 1990 г. - Ассистента и доцента.
В 1994 В.М. Хмарский защитил кандидатскую диссертацию «А.О.Скальковський (1808-1898). Археографическая деятельность »   (научный руководитель - А. Д. Бачинский).
В 1994 - 1999 гг. В.М. Хмарский - заместитель декана исторического факультета, а с 1999 г. - Заведующий кафедры истории Украины Одесского национального университета имени И.И. Мечникова (сменил на этом посту  В.П.Ващенка). На этой должности (с перерывом на докторантуру в 2000 - 2003 ГГ.) В.М.
Хмарский работал до 2015 г..
С 2013 г. по настоящее время В.М. Хмарский  является  проректором Одесского национального университета имени И.И. Мечникова.
2004 В.М. Хмарский защитил докторскую диссертацию: «Археографическая деятельность научных учреждений на юге Украины в XIX - начале XX в.» (Научный консультант -   П.С. Сохань).
С 1999 В.М. Хмарский - председатель одесского отделения Украинского исторического общества.

## Научная деятельность
В.М. Хмарский автор более 170 научных работ (в том числе 6 монографий, 2 археографических изданий и 5 брошюр, 1 учебное пособие).
Сферы научных интересов В.М. Хмарского:
- История исторической науки на юге Украины в XIX-XX вв.,
- История учреждений,
- Биографистика.
- В.М. Хмарский реконструировал научную биографию выдающегося историка А.А. Скальковского. Исследовал деятельность А.О. Скальковского в области историографии, в частности, поиска и публикации документов архива Запорожской Сечи.
- В.М. Хмарский ряд фундаментальных исследований (в том числе монографических) посвятил археографической деятельности Одесского общества истории и древностей как учреждения, в целом, так и вклада в указанную деятельность отдельных членов этого общества.
- В.М. Хмарский предложил собственную концепцию становления и развития археографии на юге Украины в XIX  - начала XX  ст.
- Значительное количество научных публикаций В.М. Хмарского посвящена истории Одесского национального университета имени И.И. Мечникова,
- Истории Одессы,
- Одесских историки XIX  - XX  ст. и деятелей украинского национального возрождения.
- В.М. Хмарский - научный консультант двух защищенных докторских диссертации и научный руководитель восьми защищенных кандидатских диссертаций

## Научные работы
- Хмарський В.М. А.О. Скальковський – археограф. – К.,1994.
- Хмарський В.М. Про участь М.Є. Слабченка у підготовці до видання архіву Коша Нової Запорозької Січі // Академік Михайло Єлисейович Слабченко: наукова спадщина і життєвий шлях. Збірник статтей. Одеса,1995.
- Хмарський В.М. М.С. Грушевський і одеські науковці // Архіви України. – 1996. – № 1-3. (у співавторстві з Л.Г. Білоусовою).
- Хмарський В.М. Листи А.О. Скальковського до Ф.Г. Лебединцева //Київська старовина. – 1997. – № 5.
- Хмарський В.М. З історії розвитку археографії на Півдні України: Аполлон Скальковський // Записки історичного факультету (Одеса). – Одеса,1998. – Вип. 6.
- Історія Одеського університету (1865-2000). – Одеса, 2000. (у співавторстві з Л.О. Ануфрієвим, С.О. Аппатовим, Ю.О. Амброз та ін.).
- Історія Одеси / Колектив авторів. Голов. ред. В.Н. Станко. – Одеса,2002. (у співавторстві з В.П. Ващенко, О.В. Гонтарем, І.С. Гребцовою та ін.).
- Хмарський В.М. Археографічна діяльність Одеського товариства історії і старожитностей. – Одеса, 2002.
- Хмарський В.М. Одеські історики: хто вони? // Одеські історики. – Т. І (початок ХІХ – середина ХХ ст.). Енциклопедичне видання. – Одеса, 2009.
- Одеському національному університету імені І.І. Мечникова – 145:Лібрето напередодні славетного ювілею. – Одеса, 2010. (у співавторстві з О.Б.Дьоміним).Чорноморська хвиля Української революції: провідники національного руху в Одесі у 1917-1920 рр.. – Одеса, 2011. (у співавторстві з Т.С.Вінцковським, Т.Г. Гончаруком, А.І. Мисечком, О.Є. Музичком).
- Одеський національний університет імені І.І.Мечникова: історія та сучасність. - Одеса, 2015.